# Thurimbert
Thurimbert (Turincbertus en latin), est le fils de Robert Ier de Hesbaye, comte de Hesbaye et comte en Neustrie et Austrasie, et de Williswinda. Il a pour frère Cancor, comte du Haut Rheingau. C'est un noble franc de la famille des Robertiens et il serait un ancêtre des Capétiens, attesté en novembre 767 et juin 770. Avec son épouse dont le nom demeure inconnu, il eut un fils, Robert.